# Borlengo
Un borlengo (pluriel : borlenghi), également appelé burlengo ou zampanelle, est un pain plat mince aujourd'hui fabriqué avec de l'eau, des œufs (parfois omis) de la farine et du sel. Il est ensuite frotté avec un mélange qui peut contenir du romarin, de l'ail, du porc salé, de l'huile d'olive ou ce qu'on appelle la cunza, de la pancetta et de la saucisse hachées sautées, pliés en quatre et saupoudrés de Parmigiano,,.